# وقت الاستقرار (عسكرية)
في المصطلحات العسكرية، يعرف وقت الاستقرار في الدولة بأنه الوقت الذي يقضيه الأفراد المكلفون بالخدمة في دولتهم الأم بين فترات الانتشار في مناطق الحروب. والهدف من وقت الاستقرار في الدولة حصول الأفراد المكلفين بالخدمة على راحة عقلية وبدنية من القتال ومنحهم الفرصة لقضاء بعض الوقت مع أسرهم. وهو يعد مكونًا هامًا للاستعداد العسكري على المدى البعيد.

## معلومات تاريخية
منذ بدايات الحرب العالمية على الإرهاب وحتى عام 2011، تم تقليل وقت الاستقرار في الدولة للأمريكيين المكلفين بالخدمة إلى 12 شهرًا بحد أقصى لأغلب الأفراد المكلفين بالخدمة: «لم يصبح وقت الاستقرار في المراكز الموجودة في الدولة إلا مجرد استعداد لعملية الانتشار التالية.»
وفي أكتوبر من عام 2011، فإن وزارة الدفاع الأمريكية قامت بزيادة وقت الاستقرار في الدولة لجنود الولايات المتحدة إلى 24 شهرًا مقابل كل عام يتم الانتشار فيه في منطقة من مناطق الحروب.

## التأثيرات
لم تتم دراسة التأثيرات النفسية لوقت الاستقرار في الدولة بشكل مكثف، إلا أن دراسة ماكجريجور وآخرين في عام 2012 لما يزيد عن 65 ألف مكلف بالخدمة العسكرية أظهرت أن فترات الاستقرار الطويلة في الدولة بين فترات الانتشار تؤدي إلى الحد من ظهور اضطراب الكرب التالي للرضح. كما أظهرت دراسة أخرى أن أوقات الاستقرار الأطول في الدولة اقترنت بتقليل مخاطر الانتحار.